# Адаменка (річка)
Адаменка — річка в Білорусі, права притока Дніпра в Бихівському районі Могильовської області.
Довжина річки 13 км. Площа водозбірного басейну 65 км². Середній нахил водної поверхні 1 м/км. Починається за 1,3 км на північний схід від села Чорнолісся, на південь від села Істопки. Гирло неподалік агромістечка Новий Бихів. Річка каналізована майже по всій довжині, за винятком невеликих ділянок у нижній течії.